# Terebellides totae
Terebellides totae är en ringmaskart som beskrevs av Bremec och Rodolfo 1999. Terebellides totae ingår i släktet Terebellides och familjen Trichobranchidae. Inga underarter finns listade i Catalogue of Life.